# Powiat de Łuków
Pour les articles homonymes, voir Łuków (homonymie).
Le powiat de Łuków (polonais : powiat łukowski) est un powiat (district) de la voïvodie de Lublin, dans le sud-est de la Pologne.
Il est né le 1er janvier 1999, à la suite des réformes polonaises de gouvernement local passées en 1998. 
Le siège administratif du powiat est la ville de Łuków, située à 76 kilomètres (km) à l'ouest de la capitale régionale Lublin (capitale de la voïvodie). Il y a une autre ville dans le powiat: Stoczek Łukowski, située à 30 kilomètres à l'ouest de Łuków.
Le district couvre une superficie de 1 394,09 kilomètres carrés. En 2006, sa population totale est de 108 393 habitants, avec une population pour la ville de Łuków de 30 564 habitants, pour la ville de Stoczek Łukowski de 2 719 habitants et une population rurale de 75 110 habitants.

## Division administrative
Le district de Lublin comprend 11 gminy (communes) (2 urbaines et 9 rurales) :
- 2 communes urbaines : Łuków et Stoczek Łukowski ;
- 9 communes rurales : Adamów, Krzywda, Łuków, Serokomla, Stanin, Stoczek Łukowski, Trzebieszów, Wojcieszków et Wola Mysłowska.

Celles-ci sont inscrites dans le tableau suivant, dans l'ordre décroissant de la population.
| Gmina                                         | Type   | Supérficie (km²) | Population (2006) | Chef-lieu          |
| Łuków                                         | urbain | 35,8             | 30 564            |                    |
| Gmina Łuków                                   | rural  | 308,3            | 16 547            | Łuków *            |
| Gmina Krzywda                                 | rural  | 161,1            | 10 400            | Krzywda            |
| Gmina Stanin                                  | rural  | 160,3            | 9 789             | Stanin             |
| Gmina Stoczek Łukowski                        | rural  | 173,5            | 8 566             | Stoczek Łukowski * |
| Gmina Trzebieszów                             | rural  | 140,5            | 7 601             | Trzebieszów        |
| Gmina Wojcieszków                             | rural  | 108,6            | 7 005             | Wojcieszków        |
| Gmina Adamów                                  | rural  | 98,9             | 5 801             | Adamów             |
| Gmina Wola Mysłowska                          | rural  | 121,0            | 5 244             | Wola Mysłowska     |
| Gmina Serokomla                               | rural  | 77,2             | 4 157             | Serokomla          |
| Stoczek Łukowski                              | urbain | 9,2              | 2 719             |                    |
| *Ne fait pas partie du territoire de la gmina |        |                  |                   |                    |

## Démographie
Données du 31 décembre 2008 :
| Description | Total   | Total | Femmes | Femmes | Hommes | Hommes |
| ----------- | ------- | ----- | ------ | ------ | ------ | ------ |
| Unité       | Nombre  | %     | Nombre | %      | Nombre | %      |
| Population  | 108 188 | 100   | 54 436 | 50,32  | 53 752 | 49,68  |
| Urbain      | 33 262  | 30,74 | 17 259 | 15,95  | 16 003 | 14,79  |
| Rural       | 74 926  | 69,26 | 37 177 | 34,36  | 37 749 | 34,89  |

## Histoire
De 1975 à 1998, les différentes gminy du powiat actuel appartenaient administrativement à l'ancienne  voïvodie de Lublin et à la voïvodie de Siedlce.